# 内閣総理大臣 (清朝)
清朝の内閣総理大臣（ないかくそうりだいじん、內閣總理大臣）は、1908年（光緖34年）に公布された立憲君主制を志向した欽定憲法大綱に基づき、1910年（宣統2年）に整備された西欧的な内閣制度による内閣の首長である。1911（宣統3年）年5月、清朝の軍機大臣と内閣大学士は廃止され、政事を執ることはなくなり、内閣総理大臣を新設し、諸大臣と内閣を組織した。同年10月、辛亥革命が勃発し、清朝は11月に袁世凱を内閣総理大臣に任命し、南方革命軍の鎮圧を命じた。しかし、ひそかに革命派と連絡を交わし、自らの臨時大総統就任の言質を取るや革命派に寝返り、朝廷の要人に政権の交代を促した。こうして宣統4年（1912年）2月12日、宣統帝の上諭が発布されて（宣統帝退位詔書）清朝最後の皇帝が退位、清朝は滅亡。帝国政府は中華民国臨時政府に取って代わられ、内閣総理大臣の機能は臨時大総統に取って代わられた。

## 歴代の内閣総理大臣
| 代数 | 氏名       | 就任                     | 退任                     | 備考                                                                |
| ---- | ---------- | ------------------------ | ------------------------ | ------------------------------------------------------------------- |
| 1    | 慶親王奕劻 | 1911年（宣統3年）5月8日  | 1911年（宣統3年）11月1日 | 皇族内閣                                                            |
| 2    | 袁世凱     | 1911年（宣統3年）11月1日 | 1912年（宣統4年）2月12日 | 1911年（宣統3年）10月10日に勃発した辛亥革命の鎮圧の為、発足した内閣 |